# Spolužáci.cz
Spolužáci.cz byl internetový komunitní server (ukončen 2. 9. 2018) provozovaný serverem Seznam.cz sdružující současné a bývalé spolužáky ze škol v rámci celé ČR, počínaje od základních až po vysoké. Služba byla členěna dle jednotlivých tříd jednotlivých škol a uživatelům tak umožňovala nepřetržitý kontakt a výměnu informací mezi svými spolužáky. Stránky byly založeny v roce 1999 a jejich provoz byl ukončen v roce 2018. 
Nejsilnější zastoupení měli uživatelé ve věku 25–34 let, se středoškolským vzděláním – v rozložení 56 % ženy, 44 % muži.

## Princip hledání spolužáků
Školy byly tříděny podle měst a jejich částí, ve kterých se nacházejí. Zde mohl uživatel najít svou školu a následně třídu, popřípadě svou třídu založit, pokud zde nebyla.
Další možností bylo využití rozšířeného vyhledávání podle jmen spolužáků, kde bylo možné zadat jméno spolužáka, okres a rok ukončení školy.
Po nalezení své třídy do ní mohl uživatel vstoupit buď na základě kontrolní otázky (např. jméno třídní učitelky, či podobně) nebo žádostí o vstup do třídy zaslanou správci třídy.

## Funkce
- Stránka třídy – obsahuje výpis spolužáků a náhled nástěnky
- Spolužáci – kompletní výpis spolužáku s kontakty a jejich fotografiemi
- Učitelé – kompletní výpis učitelů třídy s kontakty a jejich fotografiemi
- Nástěnka – místo, kde mohl každý spolužák zanechat krátký vzkaz, který je na nástěnku „připnut“
- Fotogalerie – jednoduchá fotogalerie členěná do složek
- Dokumenty – možnost sdílení dokumentů se spolužáky
- Diskuse třídy – diskuse členěná do vláken
- Diskuse školy – diskuse celé školy pod kterou třída spadala
- Škola – stránka školy pod kterou třída spadala

## Historie
Majoritní podíl serveru Spolužáci.cz získal seznam.cz mezi lety 2004 a 2005 od společnosti InternetPb.cz, která jej vytvořila v roce 1999. Seznam.cz změnil jeho design a začlenil ho jako další komunitní službu vedle Lidé.cz a dalších.
Zastavení provozu služby bylo ohlášeno na 24. května 2018, tedy den před začátkem platnosti Obecného nařízení o ochraně osobních údajů, s nímž by se služba těžko vyrovnávala. Dalším důvodem pro ukončení provozu byl od roku 2015 dlouhodobě klesající zájem uživatelů, kteří upřednostňují jiné sociální sítě. Definitivně byla služba vypnuta 2. září 2018.

## Navazující portály
Po ukončení spoluzaci.cz vznikly alternativy, které nahrazují zaniklý portál a kde se mohou lidé spojovat se svými spolužáky.
- Školství.cz[3] – web, kde lze vytvořit svůj profil, najít svoji třídu a přihlásít se do ní.
- NajdiSpolužáky.cz[4] – portál, kde si uživatel může najít svou třídu pomocí kraje nebo názvu školy.
- Sousedé.cz[5] – portál, kde je možné si vytvořit třídu a sdílet ve třídě fotky, dokumenty, kalendář akcí.
- Facebook – na sociální síti Facebook je možné vytvořit skupinu a do ní pozvat své spolužáky. Následně je možné se spolužáky sdílet příspěvky, fotky.